# Филип Холцман
Филип Холцман (на английски: Philip Holzman) е професор по психология в Харвардския университет и обучаващ аналитик, и супервайзер в Бостънското психоаналитично общество и институт. В Харвард е от 1977 като преди това е бил професор по психология в Университета в Чикаго.